# Cliftonville Football Club (femminile)
Il Cliftonville Football Club, citato come Cliftonville Ladies o  Cliftonville,  è una squadra di calcio femminile nordirlandese, sezione femminile dell'omonimo club con sede a Cliftonville, sobborgo settentrionale della capitale Belfast.
Milita in Women's Premiership, il massimo livello del campionato nordirlandese femminile di calcio, conquistando il suo primo titolo di Campione d'Irlanda del Nord nel 2022.

## Palmarès
- Campionato nordirlandese: 2

2022, 2024
- Coppa dell'Irlanda del Nord femminile: 1

2015

## Organico

### Rosa 2022
Rosa, ruoli e numeri di maglia estratti dal sito ufficiale.
| N. |                             | Ruolo | Calciatrice            |
| -- | --------------------------- | ----- | ---------------------- |
| 1  | Irlanda del Nord (bandiera) | P     | Rachael Norney         |
| 2  | Irlanda del Nord (bandiera) | D     | Yasmin White           |
| 3  | Irlanda del Nord (bandiera) | D     | Kelsie Burrows         |
| 4  | Irlanda del Nord (bandiera) | D     | Megan Moran (capitano) |
| 5  | Irlanda del Nord (bandiera) | D     | Fi Morgan              |
| 6  | Irlanda del Nord (bandiera) | D     | Toni-Leigh Finnegan    |
| 7  | Irlanda del Nord (bandiera) | A     | Danielle Maxwell       |
| 8  | Irlanda del Nord (bandiera) | C     | Louise McDaniel        |
| 9  | Irlanda del Nord (bandiera) | A     | Caitlin McGuinness     |
| 10 | Irlanda del Nord (bandiera) | C     | Erin Montgomery        |
| 11 | Irlanda del Nord (bandiera) | A     | Kirsty McGuinness      |
| 12 | Irlanda del Nord (bandiera) | P     | Lauren Welsh           |
| 14 | Irlanda del Nord (bandiera) | D     | Shona Davis            |
| 15 | Irlanda del Nord (bandiera) | D     | Grace McKimm           |

| N. |                             | Ruolo | Calciatrice       |
| -- | --------------------------- | ----- | ----------------- |
| 16 | Irlanda del Nord (bandiera) | A     | Tara Reilly       |
| 17 | Irlanda del Nord (bandiera) | C     | Marissa Callaghan |
| 18 | Irlanda del Nord (bandiera) | D     | Abbie McHenry     |
| 21 | Irlanda del Nord (bandiera) | C     | Vicky Carleton    |
| 22 | Irlanda del Nord (bandiera) | D     | Chelsea Irvine    |
| 23 | Irlanda del Nord (bandiera) | D     | Natasha Wilton    |
| 24 | Irlanda del Nord (bandiera) | P     | Shauna Murphy     |
| 25 | Irlanda del Nord (bandiera) | C     | Kayla Campbell    |
| 26 | Irlanda del Nord (bandiera) | D     | Hollie Mailey     |
| 27 | Irlanda del Nord (bandiera) | D     | Cerys Madden      |
| 28 | Irlanda del Nord (bandiera) | A     | Megan Copeland    |
| 30 | Irlanda del Nord (bandiera) | D     | Rachel McKnight   |
| 33 | Irlanda del Nord (bandiera) | D     | Abbie Magee       |